# Xã Wells, Quận Wells, Bắc Dakota
Xã Wells (tiếng Anh: Wells Township) là một xã thuộc quận Wells, tiểu bang Bắc Dakota, Hoa Kỳ. Năm 2010, dân số của xã này là 100 người.